# Giải Cánh diều 2007
Giải Cánh Diều 2007 là lần thứ 6 giải Cánh Diều được tổ chức và là lần đầu tiên sự kiện này diễn ra tại Thành phố Hồ Chí Minh. Lễ trao giải diễn ra tối 9 tháng 3 năm 2008. Trước đấy, Hội Điện ảnh Việt Nam còn tổ chức hệ thống Giải Cánh diều dành riêng cho dạng phim ngắn diễn ra vào cuối năm 2007.
Sự kiện lần này được bảo trợ bởi Chính phủ, Ban Tuyên giáo Trung ương, Bộ Văn hóa, Thể thao và Du lịch. Với tiêu chí đề cao hiệu quả tìm tòi, sáng tạo, kỹ năng chuyên nghiệp của nghệ sĩ và tác động tích cực của tác phẩm đối với công chúng. Đêm trao giải được đạo diễn bới Đinh Anh Dũng, buổi lễ được xã hội hóa và do Công ty truyền thông Mekong dàn dựng.

## Tổ chức
Hội Điện ảnh Việt Nam bắt đầu nhận tác phẩm đăng ký dự thi từ ngày 14 đến 31 tháng 1, riêng thời hạn nhận phim truyện nhựa kéo dài đến ngày 20 tháng 2 năm 2008.

### Lễ trao giải
Lễ trao giải và bế mạc được tổ chức vào tối ngày 9 tháng 3 năm 2008 tại Nhà hát Hòa Bình, Thành phố Hồ Chí Minh. Chương trình được truyền hình trực tiếp chính trên kênh VTV3, dẫn chương trình trong lễ trao giải là MC Minh Quân và diễn viên Hồng Ánh; cùng với các tiết mục biểu diễn của Đức Tuấn, Đoan Trang, Hoàng Bách, Ngô Thanh Vân, nhóm Năm dòng kẻ, Vũ đoàn ABC và một dàn nhạc giao hưởng gồm 24 nhạc công.
Ban giám khảo đã trao tổng cộng 4 giải Cánh diều vàng cho tập thể, 13 giải thưởng cá nhân xuất sắc, 12 giải Cánh diều bạc và 16 giải khuyến khích.

### Vinh danh
Hội Điện ảnh Việt Nam cũng nhân lễ trao giải năm nay vinh danh những đóng góp của NSND Trà Giang đối với điện ảnh nước nhà.

### Sự kiện bên lề
Sau lễ trao giải là buổi họp báo tổng kết vào sáng ngày 10 tháng 3, các đạo diễn của những tác phẩm giành giải đến đông đủ, tuy nhiên Ban giáo khảo hạng mục phim điện ảnh lại vắng mặt. Buổi tọa đàm "Đề tài, nhân vật và các xu hướng thể hiện trong sáng tác điện ảnh Việt Nam đương đại” được tổ chức vào sáng ngày 3 tháng 3, tại khách sạn Kim Đô.

## Cơ cấu và đề cử
Cơ cấu của Giải gồm: Cánh diều vàng, Cánh diều bạc và Giải Khuyến khích trao cho 8 hạng mục phim; giải thưởng cho công trình nghiên cứu, lý luận - phê bình điện ảnh - truyền hình xuất sắc. Giải Báo chí trao cho phim truyện nhựa xuất sắc nhất trong năm, do đại diện các báo là thành viên Câu lạc bộ Báo chí - phê bình điện ảnh bình chọn; giải thưởng này có trị giá 20 triệu đồng do Vidotour tài trợ. Giải này độc lập với Ban giám khảo phim truyện nhựa. Hạng mục phim truyện điện ảnh và phim truyền hình ngắn tập đều có 11 đề cử; phim truyền hình dài tập có 8 đề cử, phim tài liệu nhựa có 6 đề cử, phim khoa học video có 12 đề cử, phim tài liệu video có 32 đề cử và phim hoạt hình có 4 đề cử. Cùng với đó là các đề cử cho cá nhân tham gia sản xuất các bộ phim.
Có 7 Ban giám khảo thẩm định cho các hạng mục phim, công trình, các tác giả và người làm phim dự giải. Phim truyện điện ảnh đạt giải vàng phải có điểm số trung bình từ 9,1 đến 10, giải bạc từ 8,1 đến 9,0 và giải khuyến khích từ 7,1 đến 8,0.
Những tranh cãi về bộ phim Mười được chọn vào để cử khi thành phần chính sản xuất bộ phim là người Hàn Quốc, đại diện Ban tổ chức cho biết khi so với bộ phim đạt giải Cánh diều vàng năm trước là Hà Nội - Hà Nội, thì cả hai phim có lượng người nước ngoài tham gia sản xuất là ngang nhau nên Mười được Ban Tổ chức cho vào đề cử. Một ngoại lệ khác là phim Sài Gòn tình ca được sản xuất năm 2005, nhưng lần đầu được công chiếu tại Việt Nam và chưa từng tham gia các giải thưởng trong nước nên cũng được đặc cách vào đề cử.
| Phim truyện nhựa             | Phim truyện nhựa |
| ---------------------------- | ---------------- |
| Đạo diễn - NSND Huy Thành    | Trưởng ban       |
| Đạo diễn - NSND Khải Hưng    |                  |
| Nhà văn Lê Văn Thảo          |                  |
| Đạo diễn Bùi Thạc Chuyên     |                  |
| Nhà quay phim Nguyễn K’Linh  |                  |
| Họa sĩ Lê Trường Tiếu        |                  |
| Nhạc sĩ Bảo Chấn             |                  |
| Diễn viên Đỗ Hải Yến         |                  |
| Kỹ sư âm thanh Nguyễn Thọ Hà |                  |
| Phim tài liệu nhựa           |                  |
| Đặng Xuân Hải                | Trưởng ban       |

### Đề cử
| Phim truyện điện ảnh        | Phim truyện điện ảnh                            | Phim truyện điện ảnh | Phim truyện điện ảnh                            | Phim truyện điện ảnh     |
| Phim                        | Đạo diễn                                        | Biên kịch            | Sản xuất                                        | Chú thích                |
| --------------------------- | ----------------------------------------------- | -------------------- | ----------------------------------------------- | ------------------------ |
| Mười                        | Kim Tae-kyeong                                  | Kim Tae-kyeon        | CJ Entertainment; Hãng phim Phước Sang          |                          |
| Nụ hôn thần chết            | Nguyễn Quang Dũng                               | Nguyễn Quang Dũng    | Hãng Thiên Ngân, HK Film; Phương Nam Phim       |                          |
| Trái tim bé bỏng            | Nguyễn Thanh Vân                                | Nguyễn Quang Lập     | Hãng phim truyện Việt Nam                       |                          |
| Rừng đen                    | Vương Đức                                       | Lê Ngọc Linh         | Hãng phim truyện Việt Nam                       | Tựa đề cũ: Người vớt củi |
| Em muốn làm người nổi tiếng | Nguyễn Đức Việt                                 | Hà Anh Thu           | Hãng phim Hội Điện ảnh Việt Nam                 |                          |
| Sài Gòn tình ca             | Ringo Lê Quang Vinh                             | Ringo Lê Quang Vinh  | Celluloid Dragon Pictures; Hãng phim Giải Phóng | [ 9 ]                    |
| Giá mua một thượng đế       | Hồ Ngọc Xum                                     | Châu Thổ             | Hãng phim Giải Phóng                            | [ 9 ]                    |
| Hoài vũ trắng               | Đào Duy Phúc                                    | Đặng Thu Hà          | Hãng phim truyện I                              | [ 9 ]                    |
| Chớp mắt cùng số phận       | Bành Mai Phương, Nguyễn Quỳnh Trang, Hà Anh Thu | Lê Ngọc Linh         | Hãng phim truyện I                              | [ 9 ]                    |
| Vũ điệu tử thần             | Bùi Tuấn Dũng                                   | Bùi Tuấn Dũng        | Hãng phim truyện Việt Nam                       | [ 9 ]                    |
| Duyên trần thoát tục        | Lê Cung Bắc                                     | Phạm Thùy Nhân       | Senafilm                                        | [ 9 ]                    |

| Nam diễn viên chính xuất sắc | Nam diễn viên chính xuất sắc | Nam diễn viên chính xuất sắc | Nam diễn viên chính xuất sắc |
| Đề cử                        | Vai diễn                     | Phim                         | Chú thích                    |
| ---------------------------- | ---------------------------- | ---------------------------- | ---------------------------- |
| Johnny Trí Nguyễn            | Thần chết Du                 | Nụ hôn thần chết             | [ 20 ]                       |
| Hứa Vĩ Văn                   | Danh                         | Sài Gòn tình ca              | [ 20 ]                       |
| Võ Thành Tâm                 | Trung úy Khánh               | Hoài vũ trắng                | [ 20 ]                       |
| Bình Minh                    | Sang                         | Vũ điệu tử thần              | [ 20 ]                       |
| Nguyễn Phi Hùng              |                              | Duyên trần thoát tục         | [ 20 ]                       |
| Thạch Kim Long               | Hoài                         | Rừng đen                     | [ 20 ]                       |
| Thiện Tùng                   | Lâm Thành                    | Chớp mắt cùng số phận        | [ 21 ]                       |

| Nữ diễn viên chính xuất sắc | Nữ diễn viên chính xuất sắc | Nữ diễn viên chính xuất sắc                   | Nữ diễn viên chính xuất sắc |
| Đề cử                       | Vai diễn                    | Phim                                          | Chú thích                   |
| --------------------------- | --------------------------- | --------------------------------------------- | --------------------------- |
| Thanh Hằng                  | An                          | Nụ hôn thần chết                              | [ 20 ]                      |
| Việt Trinh                  |                             | Giá mua một thượng đế và Duyên trần thoát tục | [ 20 ]                      |
| Thanh Thúy                  | Hằng Nga                    | Vũ điệu tử thần                               | [ 20 ]                      |
| Khánh Huyền                 | Mỹ Linh                     | Hoài vũ trắng                                 | [ 20 ]                      |
| Kiều Trinh                  |                             | Rừng đen                                      | [ 20 ]                      |
| Lan Hà                      | Mai                         | Trái tim bé bỏng                              | [ 20 ]                      |
| Hồng Kim Hạnh               |                             | Em muốn làm người nổi tiếng                   | [ 21 ]                      |
| Đan Lê                      |                             | Em muốn làm người nổi tiếng                   | [ 21 ]                      |
| Ngô Thanh Vân               |                             | Sài Gòn tình ca                               | [ 21 ]                      |

- Phim tài liệu nhựa:[22] Những hy sinh thầm lặng, Bức tượng đài vĩnh cửu, Bài ca trên đỉnh Tà Lùng, Đất đẻ,...

## Giải thưởng

### Phim điện ảnh
Hạng mục phim truyện điện ảnh Trái tim bé bỏng và Nụ hôn thần chết cùng giành giải Cánh diều Bạc với kết quả chênh nhau 0.1 điểm. Vì số điểm của Trái tim bé bỏng cao hơn nên hạng mục này được phân ra giải "Cánh diều Bạc 1" và "Cánh diều Bạc 2".
| Giải                                              | Phim                        | Đạo diễn          | Biên kịch         | Sản xuất                                  | Chú thích       |
| ------------------------------------------------- | --------------------------- | ----------------- | ----------------- | ----------------------------------------- | --------------- |
| Xem thêm: Giải Cánh diều cho phim truyện điện ảnh |                             |                   |                   |                                           |                 |
| Cánh diều Vàng                                    | Không trao giải             | Không trao giải   | Không trao giải   | Không trao giải                           | Không trao giải |
| Cánh diều Bạc 1                                   | Trái tim bé bỏng            | Nguyễn Thanh Vân  | Nguyễn Quang Lập  | Hãng phim truyện Việt Nam                 |                 |
| Cánh diều Bạc 2                                   | Nụ hôn thần chết            | Nguyễn Quang Dũng | Nguyễn Quang Dũng | Hãng Thiên Ngân, HK Film; Phương Nam Film |                 |
| Giải Báo chí bình chọn                            | Trái tim bé bỏng            | Nguyễn Thanh Vân  | Nguyễn Quang Lập  | Hãng phim truyện Việt Nam                 |                 |
| Khuyến khích                                      | Rừng đen                    | Vương Đức         | Lê Ngọc Linh      | Hãng phim truyện Việt Nam                 |                 |
| Khuyến khích                                      | Em muốn làm người nổi tiếng | Nguyễn Đức Việt   | Hà Anh Thu        | Hãng phim Hội Điện ảnh Việt Nam           |                 |

| Giải dành cho cá nhân                                               | Giải dành cho cá nhân | Giải dành cho cá nhân | Giải dành cho cá nhân |
| Giải thưởng                                                         | Nhận giải             | Phim                  | Chú thích             |
| ------------------------------------------------------------------- | --------------------- | --------------------- | --------------------- |
| Nam diễn viên chính                                                 | Không trao giải       | Không trao giải       | Không trao giải       |
| Nữ diễn viên chính                                                  | Đỗ Nguyễn Lan Hà      | Trái tim bé bỏng      |                       |
| Nam diễn viên phụ                                                   | Trần Văn Duống        | Rừng đen              |                       |
| Nữ diễn viên phụ                                                    | Phương Thanh          | Nụ hôn thần chết      |                       |
| Xem thêm: Giải Cánh diều cho đạo diễn xuất sắc phim truyện điện ảnh |                       |                       |                       |
| Giải thưởng                                                         | Nhận giải             | Phim                  | Chú thích             |
| Đạo diễn                                                            | Nguyễn Thanh Vân      | Trái tim bé bỏng      |                       |
| Biên kịch                                                           | Nguyễn Quang Dũng     | Nụ hôn thần chết      |                       |
| Quay phim                                                           | Park Jae Hong         | Mười                  |                       |
| Thiết kế âm thanh                                                   | Kim Do Hyun           | Mười                  |                       |
| Nhạc sĩ                                                             | Nguyễn Quốc Trung     | Trái tim bé bỏng      |                       |
| Họa sĩ                                                              | Mã Phi Hải            | Nụ hôn thần chết      |                       |

### Phim truyền hình
| Ngắn tập / Video                                     | Ngắn tập / Video   | Ngắn tập / Video | Ngắn tập / Video | Ngắn tập / Video                    | Ngắn tập / Video |
| Giải                                                 | Phim               | Đạo diễn         | Biên kịch        | Sản xuất                            | Chú thích        |
| ---------------------------------------------------- | ------------------ | ---------------- | ---------------- | ----------------------------------- | ---------------- |
| Xem thêm: Giải Cánh diều cho phim truyện truyền hình |                    |                  |                  |                                     |                  |
| Cánh diều Vàng                                       | Mùa hè rớt         | Phạm Thanh Phong |                  | Trung tâm Phim truyền hình Việt Nam | [ 1 ] [ 8 ]      |
| Cánh diều Bạc                                        | Đầu bếp và đại gia | Trịnh Lê Phong   | Đỗ Trí Hùng      | Hãng phim Đông A                    | [ 8 ] [ 24 ]     |
| Khuyến khích                                         | Họa mi             | Phạm Ngọc Châu   | Phạm Thùy Nhân   | TFS                                 | [ 1 ] [ 25 ]     |

| Dài tập                                              | Dài tập         | Dài tập                          | Dài tập                          | Dài tập                             | Dài tập      |
| Giải                                                 | Phim            | Đạo diễn                         | Biên kịch                        | Sản xuất                            | Chú thích    |
| ---------------------------------------------------- | --------------- | -------------------------------- | -------------------------------- | ----------------------------------- | ------------ |
| Xem thêm: Giải Cánh diều cho phim truyện truyền hình |                 |                                  |                                  |                                     |              |
| Cánh diều Vàng                                       | Hậu họa         | Phạm Nhuệ Giang                  | Nguyễn Mạnh Tuấn                 | Điện ảnh chiều thứ bảy              | [ 1 ]        |
| Cánh diều Bạc                                        | Con đường sáng  | Phạm Việt Thanh, Nguyễn Đức Việt | Bùi Duy Khánh                    | Công ty nghe nhìn Hà Nội            | [ 1 ] [ 26 ] |
| Cánh diều Bạc                                        | Ma làng         | Nguyễn Hữu Phần                  | Phạm Ngọc Tiến                   | Trung tâm Phim truyền hình Việt Nam | [ 1 ]        |
| Khuyến khích                                         | Luật đời        | Mai Hồng Phong; Hoàng Nhung      | Đặng Diệu Hương; Trần Phương Lan | Trung tâm Phim truyền hình Việt Nam |              |
|                                                      |                 |                                  |                                  |                                     |              |
| Tham gia đề cử                                       | Ván cờ tình yêu | Trần Cảnh Đôn                    | Phan Hồn Nhiên; Vũ Đình Giang    | M&T Pictures                        | [ 27 ]       |
| Tham gia đề cử                                       | Thám tử tư      | Trần Mỹ Hà                       | nhóm Thu Phương                  | TFS                                 | [ 27 ]       |

| Giải dành cho cá nhân | Giải dành cho cá nhân | Giải dành cho cá nhân | Giải dành cho cá nhân |
| Giải thưởng           | Nhận giải             | Phim                  | Chú thích             |
| --------------------- | --------------------- | --------------------- | --------------------- |
| Đạo diễn              | Nguyễn Hữu Phần       | Ma làng               |                       |

### Phim tài liệu nhựa
| Giải           | Phim                     | Đạo diễn        | Biên kịch       | Sản xuất                                  | Chú thích       |
| -------------- | ------------------------ | --------------- | --------------- | ----------------------------------------- | --------------- |
| Cánh diều Vàng | Không trao giải          | Không trao giải | Không trao giải | Không trao giải                           | Không trao giải |
| Cánh diều Bạc  | Bài ca trên đỉnh Tà Lùng | Trần Phi        |                 | Hãng phim Tài liệu và Khoa học Trung ương | [ 1 ]           |
| Nguyễn khích   | Những hy sinh thầm lặng  | Phạm Huyên      | Phạm Thanh Hà   | Điện ảnh Quân đội nhân dân                |                 |